# Jouni Backman

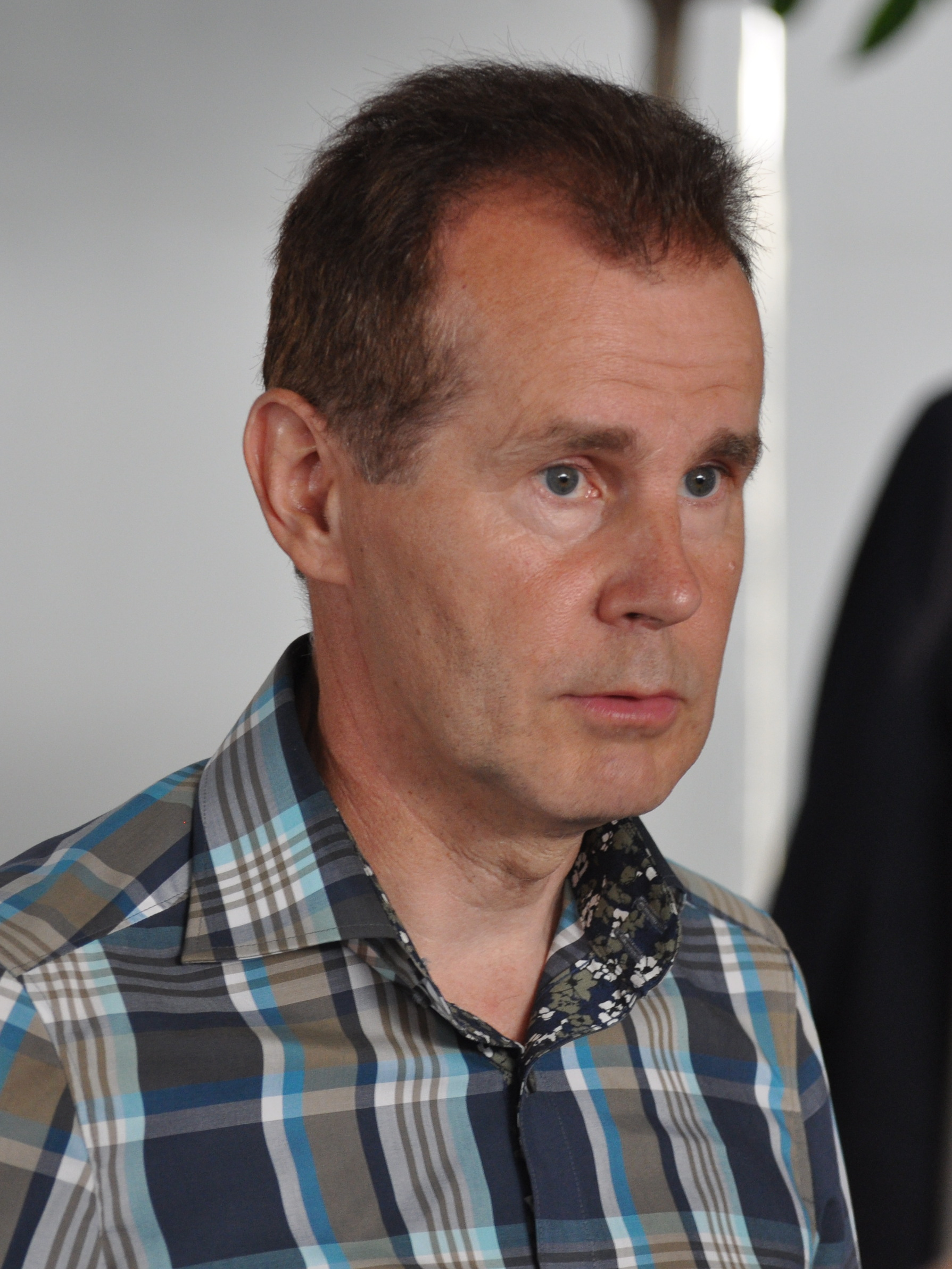
Jouni Backman år 2014.

Jouni Ensio Backman, född 30 mars 1959 i Nyslott, är en finländsk politiker.
Backman var riksdagsledamot 1987–2007 samt 2011–2015 och förvaltningsminister (soc.dem.) åren 1995–1999 i Lipponens första regering. På denna post genomdrev han en länsreform som halverade antalet län i landet. Han var miljöminister 2002–2003 och kandidat för posten som verkställande direktör för Yle hösten 2004, men kandidaturen fann inte politiskt stöd och han drog sig ur processen. Sedan 2006 har Backman bland annat suttit i Yle:s styrelse och trädde därpå följande år i bolaget TietoEnator Abp:s tjänst som utvecklare av bolagets verksamhet inom den offentliga sektorns informationsteknik.